# Wortart
Unter Wortart – auch Redeteil oder lexikalische Kategorie – versteht man eine Klasse von Wörtern in einer bestimmten Sprache aufgrund der Zuordnung nach gemeinsamen Merkmalen.
Bei der Einteilung nach Wortarten geht es um Merkmale, die mit einem Wort fest verbunden sind und die das Wort bereits für sich allein hat (lexikalische Merkmale). Dies steht im Gegensatz zur grammatischen Funktion eines Ausdrucks im Satz wie Subjekt, Objekt, Adverbial, Attribut – also der Art der Beziehung zu anderen Satzteilen, die ein Ausdruck in einer bestimmten Verwendung aufweist. Beispielsweise ist das Wort „oben“ seiner Wortart nach ein Adverb, und als solches kann es verschiedene grammatische Funktionen haben: Ortsangabe im Satz (Lokaladverbial) („Oben wohnen jetzt Müllers“), Attribut zum Substantiv („die Wohnung oben“) usw.
Welche und wie viele Wortarten man ansetzt, unterscheidet sich je nach Sprache und ist in der Sprachwissenschaft oft Gegenstand von Kontroversen. Die Unterscheidung in Verben (Tätigkeitswörter) und Substantive (Gegenstandswörter) wird oft als universal angesehen. Aber bereits Wortarten wie Adjektiv (Eigenschaftswort) oder Präposition (Verhältniswort) werden nicht für alle Sprachen angesetzt bzw. sind nicht in allen Sprachen gleich wichtig. Das Adverb ist ein Beispiel für eine Wortart, die besonders viele Debatten auslöst.
Wörter können nach unterschiedlichen Arten von Merkmalen eingeteilt werden: nach Merkmalen der Bedeutung (semantisch), der Formenbildung (Flexion, also morphologisch) oder syntaktisch, d. h. danach, welche Verwendung im Satz sie prinzipiell erlauben. Für die Bestimmung von Wortarten werden in der Regel verschiedenartige Kriterien kombiniert. Beispielsweise zeichnen sich Adjektive im Deutschen dadurch aus, dass sie syntaktisch zwischen Artikel und Substantiv erscheinen können, dort Flexionsformen zeigen und typischerweise eine Eigenschaft angeben. Verben werden im Deutschen konjugiert, haben also verschiedene Zeitformen und Personalformen, fordern bestimmte Ergänzungen als Subjekt und Objekt im Satz und bezeichnen typischerweise Ereignisse oder Zustände.
In der Computerlinguistik werden Verfahren entwickelt, um Wörter eines Textes automatisch Wortarten zuzuordnen (Part-of-speech-Tagging).

## Das Problem der Wortarten
Die Einteilung des Wortbestands einer Sprache in Klassen gehört zu den grundlegendsten Aspekten, die in jeder Grammatiktradition eine Rolle spielen, so auch seit den Anfängen der abendländischen Sprachwissenschaft im antiken Griechenland. 
Die Wortarten gehören sowohl zum „Kerngeschäft“ der Schulgrammatik als auch zu den wesentlichen Fundamenten der wissenschaftlichen Grammatik und Grammatiktheorie. In der Grammatiktheorie sollen Wortarten die Eigenschaften erklären oder zumindest codieren, die Wörter und größere Einheiten (Phrasen) im Satz haben können. Auch die Flexion von Wörtern ist, vor allem in europäischen Sprachen, an bestimmte Wortarten gebunden (z. B. als Konjugation der Verben oder Deklination der Substantive).
Dennoch ist die Einteilung von Wortarten in der Sprachwissenschaft eine Frage, die nicht eindeutig und endgültig gelöst ist. In der Praxis gelten Wortarten oft einfach als gegeben und durch die Autorität der grammatischen Tradition garantiert. Es werden aber unablässig neue Unterscheidungen vorgeschlagen. Spielräume und Unsicherheiten entstehen vor allem hinsichtlich der folgenden Fragen:
- Welche Kriterien sollen für Wortarten herangezogen werden? Welche Unterschiede zwischen Wörtern sind für die Wortartenabgrenzung entscheidend, welche Unterschiede sind nicht entscheidend? Zu welchem Zweck soll klassifiziert werden?
- Wie können jemals alle vorhandenen Wörter in einer begrenzten (und kleinen) Anzahl von Klassen untergebracht werden?

Vor allem im Umgang mit uneindeutigen Fällen, kleinen Restklassen und „Einzelgängern“ unter den Wörtern unterscheiden sich Wortartensysteme fast immer, selbst wenn besonders robuste Klassifikationen angestrebt werden. So gab es im Lauf der Zeit zwei Versuche, für den Schulunterricht im Bereich der deutschen Grammatik eine Vereinheitlichung herzustellen. In einer älteren Liste für die Kultusministerkonferenz aus dem Jahr 1982 wurde ein System von 9 Wortarten verwendet:
Nomen (= Substantiv), Artikel, Pronomen, Numerale, Adjektiv, Verb, Adverb, Präposition, Konjunktion
(Anmerkung: Genannt wird hier „Nomen“, das Lemma der deutschsprachigen Wikipedia für dieselbe Klasse lautet auf Substantiv.)
In einer durch eine Expertenkommission überarbeiteten Version für die KMK von 2019 sind es 15, teilweise anders zugeschnittene, Wortarten:
Verb, Nomen/Substantiv, Verbaladjektiv (= Partizip), Adjektiv, Artikel, Pronomen, Konjunktionaladverb, Adverb, Kommentaradverb, Präposition, Adjunktor, Subjunktion, Konjunktion, Partikel, Interjektion
Allerdings sind beide Einteilungen, auch die neuere, in der Fachliteratur kritisiert worden. 
Gängige Grammatiken des Deutschen weichen allesamt von diesen für die Schule erstellten Einteilungen ab (bzw. umgekehrt). Die Dudengrammatik (2022) verwendet beispielsweise 10 Wortarten (mit den sechs unflektierbaren Wortarten zusammengenommen als einer Zwischenebene der Einteilung):
Verb, Nomen/Substantiv, Artikelwort & Pronomen, Adjektiv,
(Unflektierbare:) Adverb, Präposition, Adjunktor, Subjunktion, Konjunktion, Partikel.
In einem auf die Frage spezialisierten „Handbuch der Deutschen Wortarten“ ist der Bestand in 24 Kapitel zu einzelnen Wortarten aufgeschlüsselt, wobei allerdings auch Funktionen von Wörtern thematisiert werden, die anderswo nicht als Wortart auftauchen (z. B. Anapher). Eine definitive Anzahl von Wortarten des Deutschen wird in diesem Werk ansonsten nicht genannt.
Alle diese Varianten bestehen also bereits innerhalb der deutschen Grammatik. Ein weiteres Problemfeld entsteht im Sprachvergleich:
- Wie sehr ist die Existenz bestimmter Wortarten davon abhängig, dass sie aus den Gegebenheiten einer Einzelsprache konstruiert werden, oder inwieweit können Wortarten aus verschiedenen Einzelsprachen als „dieselben“ Wortarten identifiziert werden?
- Unabhängig davon kann es sein, dass in manchen Sprachen manche Wortarten nicht vorkommen. Gibt es Wortarten-Unterscheidungen, die universal sind?

Beispielsweise werden in der englischen Grammatik von Huddleston und Pullum (2002) 9 Wortarten angegeben: Im Vergleich zu vielen deutschen Grammatiken fehlen also Partikel und Adjunktor. Partikeln spielen nur im Deutschen eine auffällige Rolle, die Unterscheidung Präposition/Adjunktor beruht auf der Eigenschaft der Kasuszuweisung, die im Englischen nicht relevant ist.

## Geschichte der Wortartlehre

### Sanskrit-Grammatik
Die Klassifikation der Wörter in lexikalische Kategorien wird seit den frühesten Anfängen der Linguistik unternommen. In der Nirukta, im 5. oder 6. Jahrhundert v. Chr. geschrieben, definiert der Sanskrit-Grammatiker Yāska vier Wortarten.
1. nāma – Nomen
2. ākhyāta – Verben
3. upasarga – Präverben oder Präfixe
4. nipāta – Partikeln (invariante Wörter, vielleicht auch Präpositionen)

Diese vier Gruppen wurden in zwei große Klassen eingeteilt: in beugbare (flektierbar) (Nomen und Verben) und unbeugbare Wörter (Präverben und Partikeln).

### Abendländische Geschichte der Wortartlehre
Ein oder zwei Jahrhunderte später schrieb Platon im Dialog Kratylos, dass ein Satz eine Kombination von Verb [rhē̂ma] und Nomen [ónoma] sei. Von Aristoteles wurde später als weitere Klasse [sýndesmos] („Verbindungswort“, das ist Partikel (unflektierbare Wortarten)) hinzugefügt.
Am Ende des 2. Jahrhunderts v. Chr. hatte sich das Klassifikationsschema auf acht Kategorien von Wortarten ausgeweitet, so in der Téchnē Grammatikḗ des Dionysios Thrax:
1. Nomen: kasusflektierter Redeteil, der eine konkrete oder abstrakte Entität bezeichnet.
2. Verb: nicht kasusflektierter Redeteil, der nach Zeit, Person und Zahl flektiert und eine Tätigkeit oder einen Prozess bezeichnet.
3. Partizip: Redeteil, der an der Eigenart (altgriechisch ἰδιότης idiótēs) sowohl von Verben als von Nomen teilhat.
4. Artikel: kasusflektierter Redeteil, der einem Nomen vor- oder nachgestellt ist.
5. Pronomen: durch ein Nomen ersetzbarer Redeteil, der für eine Person steht.
6. Präposition: Redeteil, der vor anderen Wörtern in Zusammensetzungen und in der Syntax steht.
7. Adverb: unflektierter Redeteil, der ein Verb modifiziert oder ihm hinzugefügt ist.
8. Konjunktion: Redeteil, der den Diskurs zusammenhält und Lücken in seiner Interpretation füllt.

Die lateinischen Fachtermini für die Wortarten erscheinen als Lehnübersetzungen der griechischen.
Die lateinischen Grammatiker hatten keine Verwendung für die Wortart Artikel, brachten aber stattdessen die Wortart Interjektion hinzu, so dass es zunächst bei acht Wortarten blieb. Die Neuerung der Wortart Interjektion wird Quintus Remmius Palaemon zugeschrieben, der im ersten Jahrhundert n. Chr. das erste systematische grammatische Lehrwerk des Lateinischen verfasste.
Überblick
| Technē Grammatikē (etwa 100 v. Chr.) | ónoma (Nomen (Substantiv oder Adjektiv)) | ónoma (Nomen (Substantiv oder Adjektiv)) | ónoma (Nomen (Substantiv oder Adjektiv))              | epírrhēma (Adverb) | epírrhēma (Adverb) | rhē̂ma (Verb)       | metochḗ (Partizip) | próthesis (Präposition) | sýndesmos (Konjunktion) | antōnymía (Pronomen) | árthron (Artikel) |
| Technē Grammatikē (etwa 100 v. Chr.) |                                          | (epítheton (Adjektiv))                   | (arithmētikón & taktikón (Grund- & Ordnungszahlwort)) | epírrhēma (Adverb) | epírrhēma (Adverb) | rhē̂ma (Verb)       | metochḗ (Partizip) | próthesis (Präposition) | sýndesmos (Konjunktion) | antōnymía (Pronomen) | árthron (Artikel) |
| Priscianus (etwa 500 n. Chr.)        | nomen                                    | nomen                                    | nomen                                                 | interiectio        | aduerbium          | uerbum             | participium        | praepositio             | coniunctio              | pronomen             | —                 |
| neulateinische Grammatik             | nomen                                    | nomen                                    | nomen                                                 | interjectio        | adverbium          | verbum [temporale] | participium        | praepositio             | conjunctio              | pronomen             | articulus         |
| neulateinische Grammatik             | [nomen] substantivum                     | [nomen] adjectivum                       | [nomen] numerale                                      | interjectio        | adverbium          | verbum [temporale] | participium        | praepositio             | conjunctio              | pronomen             | articulus         |

## Kritik der traditionellen Wortartlehre
An der traditionellen Wortartlehre wird kritisiert, dass sie einige grundlegende Eigenschaften von Klassifizierungssystemen nicht erfülle. Es sei unklar, was sie überhaupt klassifiziere: Lexeme, syntaktische Wörter oder Wortformen. Die klassische Einteilung der Wortarten erfolge nicht nach einem „einheitlichen Gesichtspunkt“, sondern werde nach „sich widersprechenden oder überschneidenden Kriterien“ vorgenommen.
In sprachvergleichender Sicht erscheint das traditionelle morphologische Einteilungskriterium als zufällig. Das Kriterium der Morphologie gilt nur für synthetische Sprachen wie eben das Deutsche, das altindische Sanskrit, Latein oder Türkisch. Im Englischen ist es schon problematisch, für Chinesisch, das keine Flexion hat, nicht anwendbar.

## Kriterien bei der Einteilung der Wortarten

### Flektierbare und nicht-flektierbare Wortarten
In Sprachen wie dem Deutschen, die durch einen flektierenden Sprachbau charakterisiert sind, wird eine Klassifizierung nach dem Kriterium der Flektierbarkeit für grundlegend erachtet.
Eine Wortformänderung (Beugung, Flexion) kommt im Deutschen als Deklination und Konjugation. Flektierbare Wortarten sind im Deutschen die Wortarten Substantiv, Adjektiv, Artikel, Pronomen und Verben.
Nicht-flektierbare Wortarten sind im Deutschen vor allem die Wortarten Adverb, Konjunktion und Präposition.

### Offene und geschlossene Wortarten
In der Sprachwissenschaft wird bei den Wortarten zwischen offenen und geschlossenen Klassen unterschieden.
Eine offene Klasse ist eine Wortartklasse, deren Bestand „jederzeit erweitert“ werden kann. Es gibt hierzu dann produktive Mechanismen wie Wortbildung oder Entlehnung. Die Anzahl ihrer Elemente ist entsprechend groß. Statt von offener Wortklasse spricht man auch von lexikalischer Klasse. Zu den offenen Wortartklassen zählen vor allem die Substantive und Verben, je nach Sprache auch Adjektive und Adverbien. (Im Deutschen sind zumindest Adjektive eine offene Klasse.)
Eine geschlossene (Wort-)Klasse ist eine Wortart, deren Bestand nur durch individuelle und nicht im Einzelfall voraussagbare Prozesse (z. B. Grammatikalisierung) erweiterbar ist, aber nicht regelhaft. Meistens enthält sie „Funktionswörter“, also Wörter mit grammatischer statt inhaltlicher Funktion. Die Zahl der Funktionswörter ist „relativ klein“. Zu den geschlossenen Wortklassen zählen die Präpositionen, Partikeln, Konjunktionen und Artikel. In manchen Sprachen sind auch Adjektive eine geschlossene Klasse.

## Universalsprachlichkeit der Wortarten?
Das herrschende System der Wortarten erscheint weitgehend historisch bedingt durch die griechisch-lateinische Grammatik und ihre weitere Rezeption in der westlichen Kultur. Es ist umstritten, ob Wortarten sinnvoll über die Grenzen der jeweiligen Einzelsprachen oder Sprachfamilien hinaus gebildet werden können und sollen und ob es universalsprachliche Wortarten gibt.
Als (allein) wesentliche Unterscheidung der Wortarten wird teilweise die zwischen nominal und verbal angeführt.
Für einige Sprachen wurde behauptet, dass sie keine Unterscheidung zwischen Nomen (d. h. Substantiven) und Verben vornehmen (bzw. dass die Unterscheidung sehr schwach ausgeprägt ist), u. a. Grönländisch, Riau-Indonesisch, Tagalog, Tonganisch, Mundari und Salish-Sprachen.